# Потерянное дерево

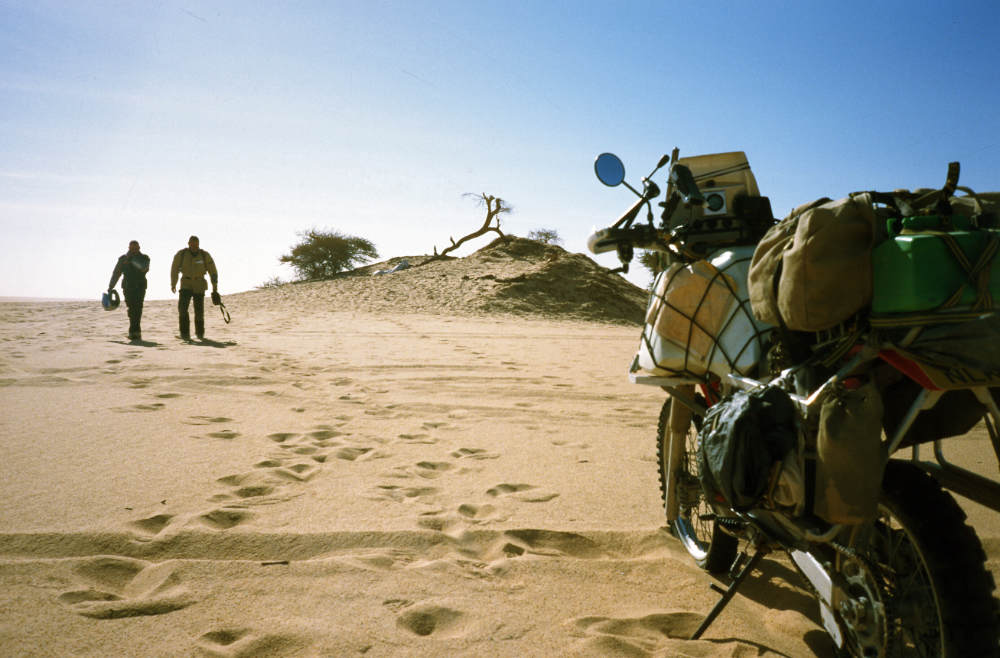
Вид на Потерянное дерево

Потерянное дерево (фр. Arbre Perdu) — известное изолированное дерево в регионе Тенере в пустыне Сахара на северо-востоке Нигера.

## Описание
Дерево — акация, лежащая на небольшом холме. Его удалённость делает дерево важным ориентиром, несмотря на его небольшой размер.
Тьерри Сабин, основатель ралли «Дакар», проходившего в Африке с 1979 по 2007 год, погиб в результате крушения вертолёта недалеко от Томбукту во время ралли 1986 года. Его прах был рассыпан вокруг Потерянного Дерева, карты которого, напечатанные для ралли, впоследствии были названы «Arbre Thierry Sabine». Рядом с деревом размещена мемориальная доска, посвящённая его памяти. На ней написано:
«Тем, кто принимает вызов — тем, кто следует мечте».